# 1952 en Saskatchewan
Chronologie de la Saskatchewan
- 1948
- 1949
- 1950
- 1951
- 1952
- 1953
- 1954
- 1955
- 1956

Cette page concerne des événements d'actualité qui se sont produits durant l'année 1952 dans la province canadienne de la Saskatchewan.

## Politique
- Premier ministre : Tommy Douglas
- Chef de l'Opposition :
- Lieutenant-gouverneur : William John Patterson
- Législature :

## Événements
- 11 juin : élection générale saskatchewanaise. Tommy Douglas (CCF) est réélu premier ministre de la Saskatchewan.

- 4 août : début de la première « ruée vers l’uranium » de l’histoire. Le territoire qui entoure la ville minière d’Uranium City (Saskatchewan) est répartie entre des entreprises privées qui devront livrer à l’État le minerai extrait.

## Naissances
- Monty Reid (né en 1952 à Spalding) est un poète canadien. Depuis 1999, il travaille au Musée canadien de la nature.

- 8 juillet : John Dobie (né à Regina) est un ancien joueur professionnel de hockey sur glace canadien.